# Maximiliansanlagen
Les Maximiliansanlagen sont des parcs et des jardins longeant l'Isar, dans les quartiers munichois de Bogenhausen et Haidhausen, entre le pont Ludwig et le pont Max-Joseph. Le point central est l'Ange de la paix, haut de 38 mètres. 

## Histoire et description
Les Maximiliansanlagen ont été créés entre 1856 et 1866 sous la direction de Carl von Effner, sur commande du roi Maximilien II de Bavière. La zone était autrefois utilisée comme pâturage pour les moutons, les pentes étaient partiellement fortement érodées. 
Le parc allongé d'environ 30 hectares possède de nombreuses terrasses et est situé sur la rive droite de l'Isar. Ainsi, à cette époque, le plateau oriental était relié à la ville. 
En 1894, une extension du parc a été établie au pied de la pente raide. Le parc est séparé de la Prinzregentenstraße ainsi que de la Max-Planck-Straße (anciennement Äußere Maximilianstraße, prolongement de la Maximilianstraße à l’est). 
Les Gasteiganlagen situés au sud du Maximilianeum ont été inclus dans le Maximiliansanlagen au fil du temps, dont une partie est maintenant utilisée comme installation sportive urbaine. 
Le parc est administré par l'administration du Jardin Anglais. 
Via le König-Ludwig-Weg dans le Maximiliansanlagen, on voit le monument érigé en 1967 au roi Louis II de Bavière par Anton Rückel, qui avait initié un mouvement civique. Il se trouve à proximité du site inédit du Münchner Festspielhaus de l'architecte Gottfried Semper, dont on se souvient sur le piédestal.

## Galerie
Chaque année en mars, le Maximiliansanlagen offre un spectacle naturel unique: la floraison des jacinthes étoilées. 

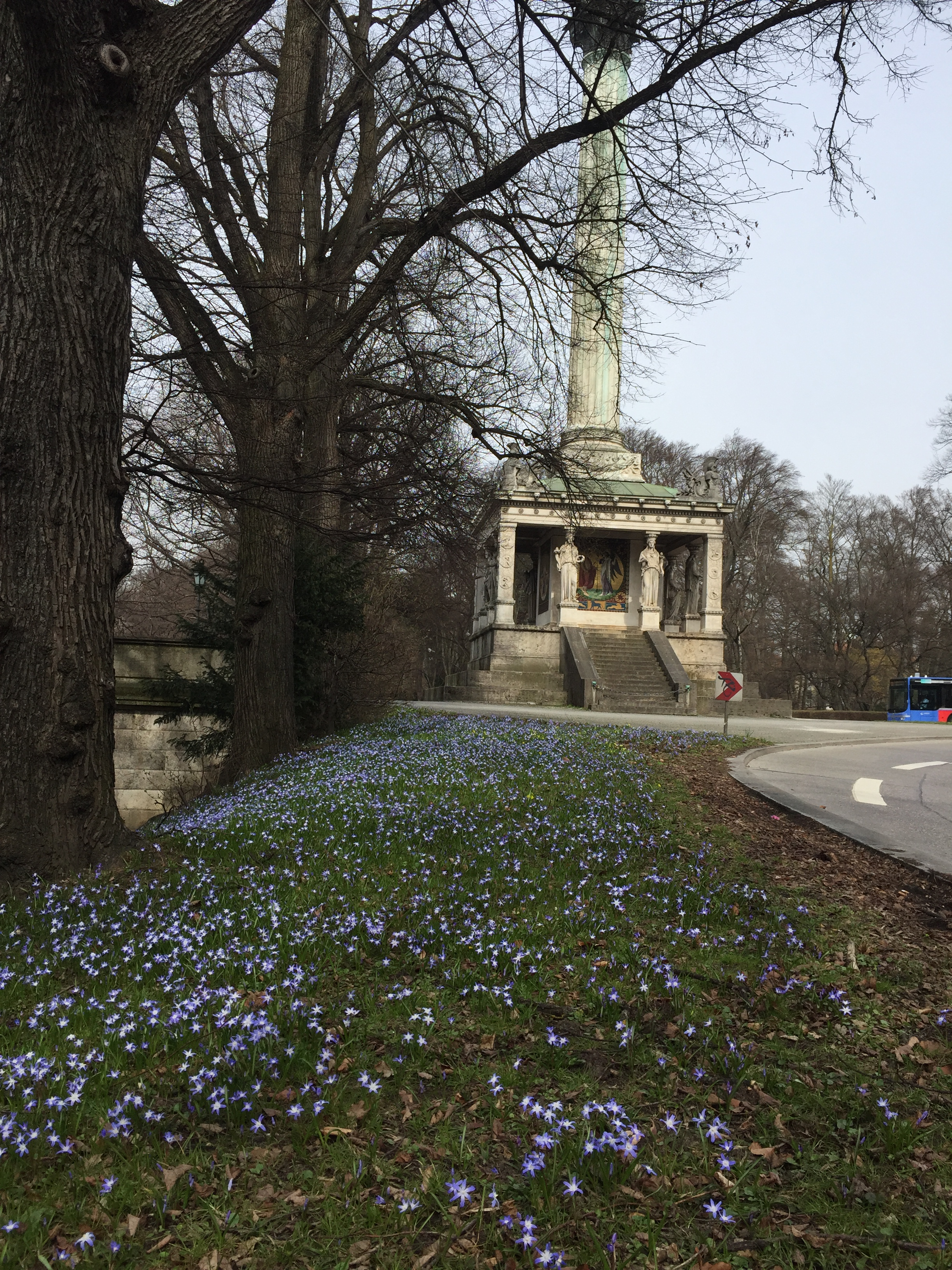
La floraison des jacinthes étoilées en mars
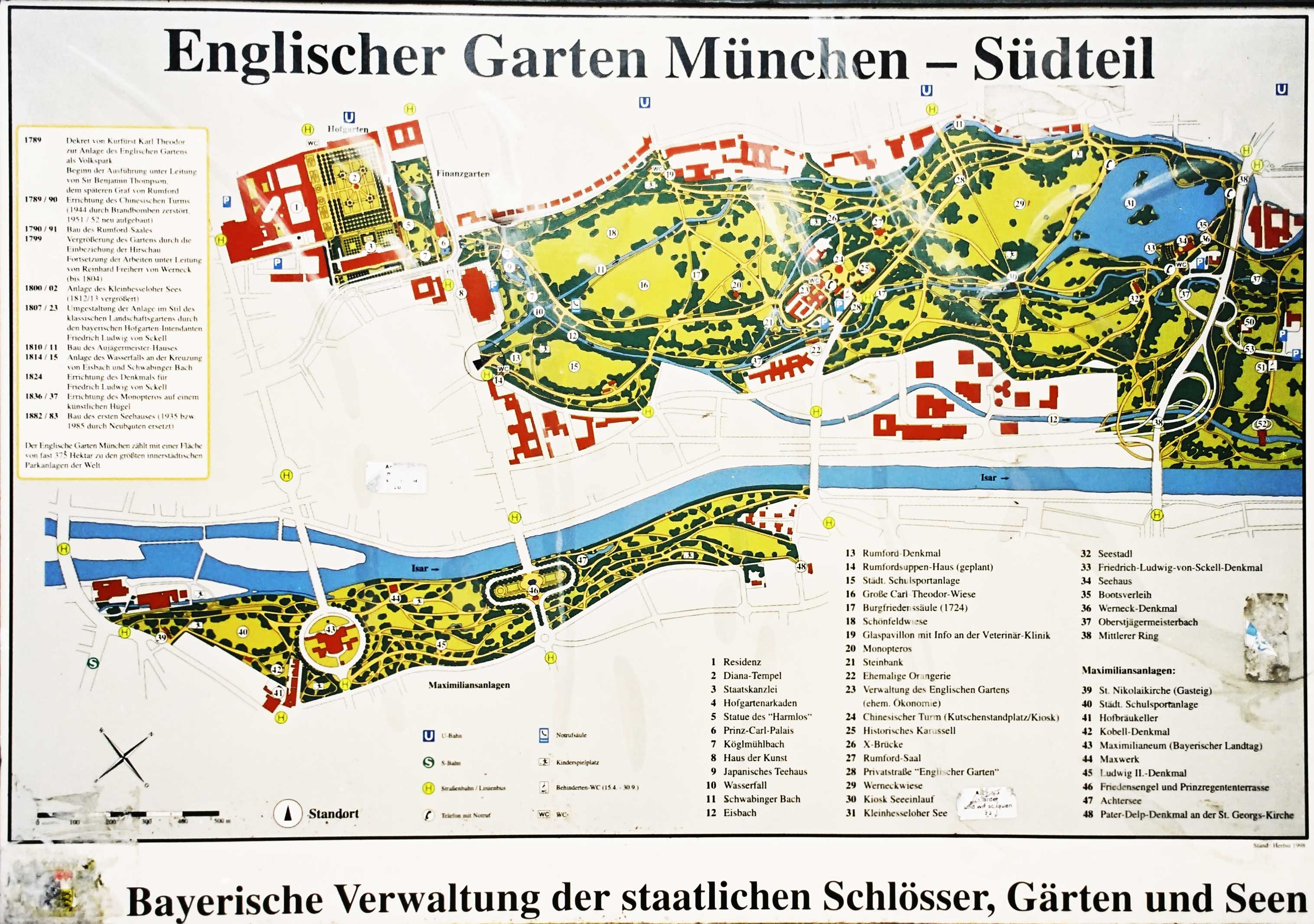
Carte du jardin anglais (partie sud, en haut) et du Maximiliansanlagen (en bas) - le nord est à droite
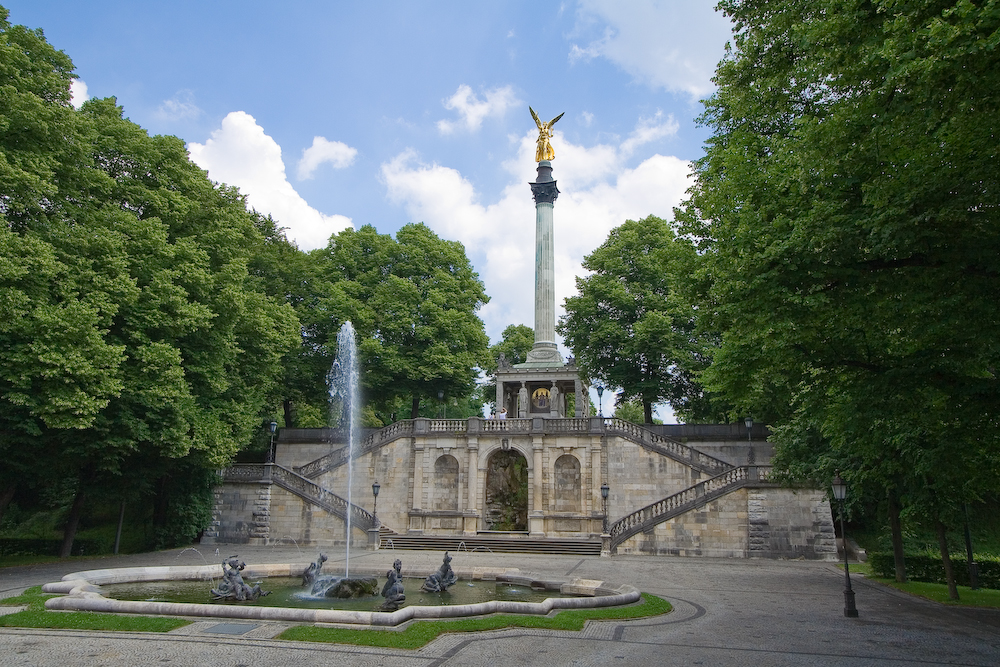
Fontaine de l'Ange de la Paix à Maximiliansanlagen
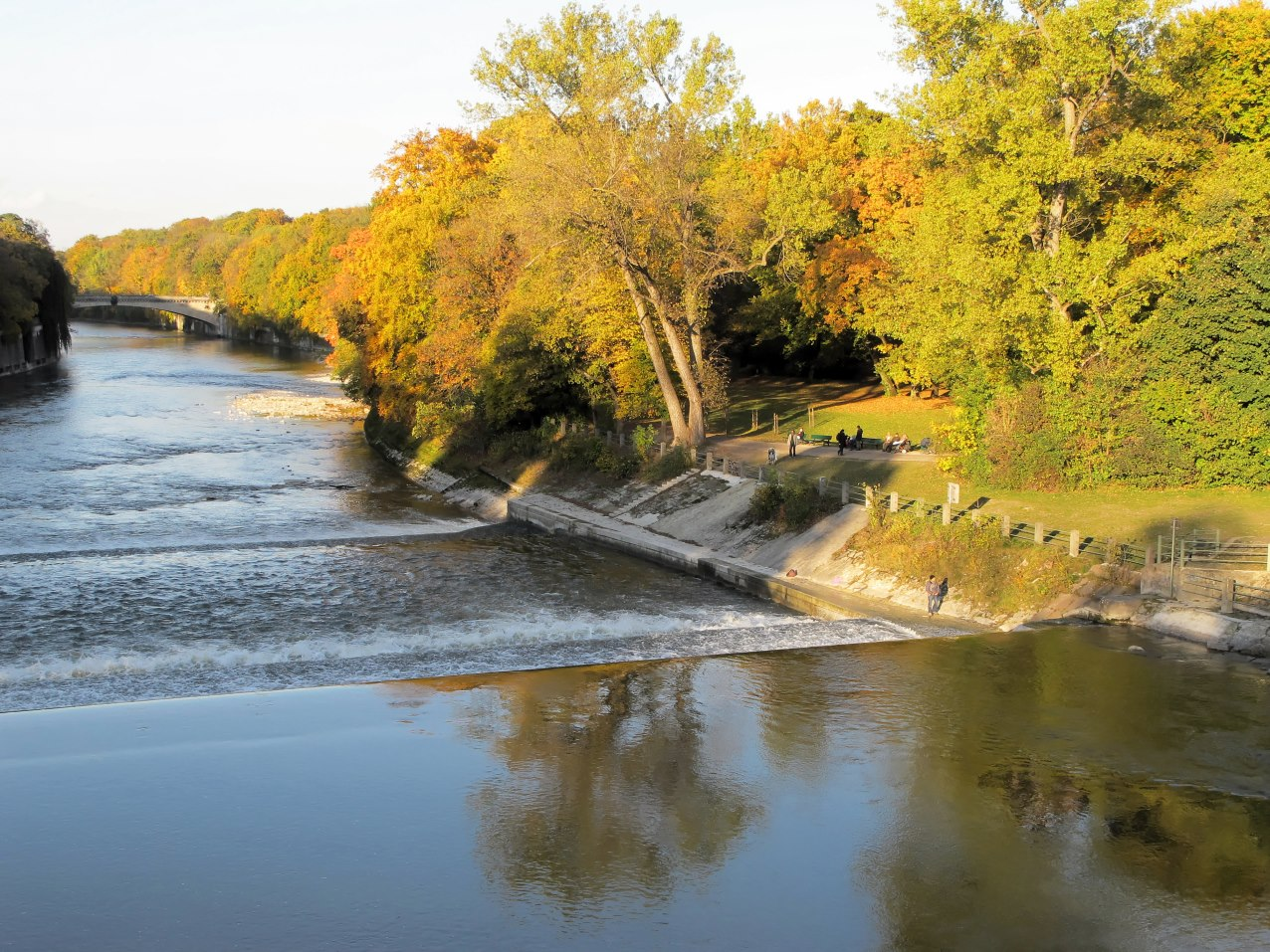
L'Isar longe le Maximiliansanlagen
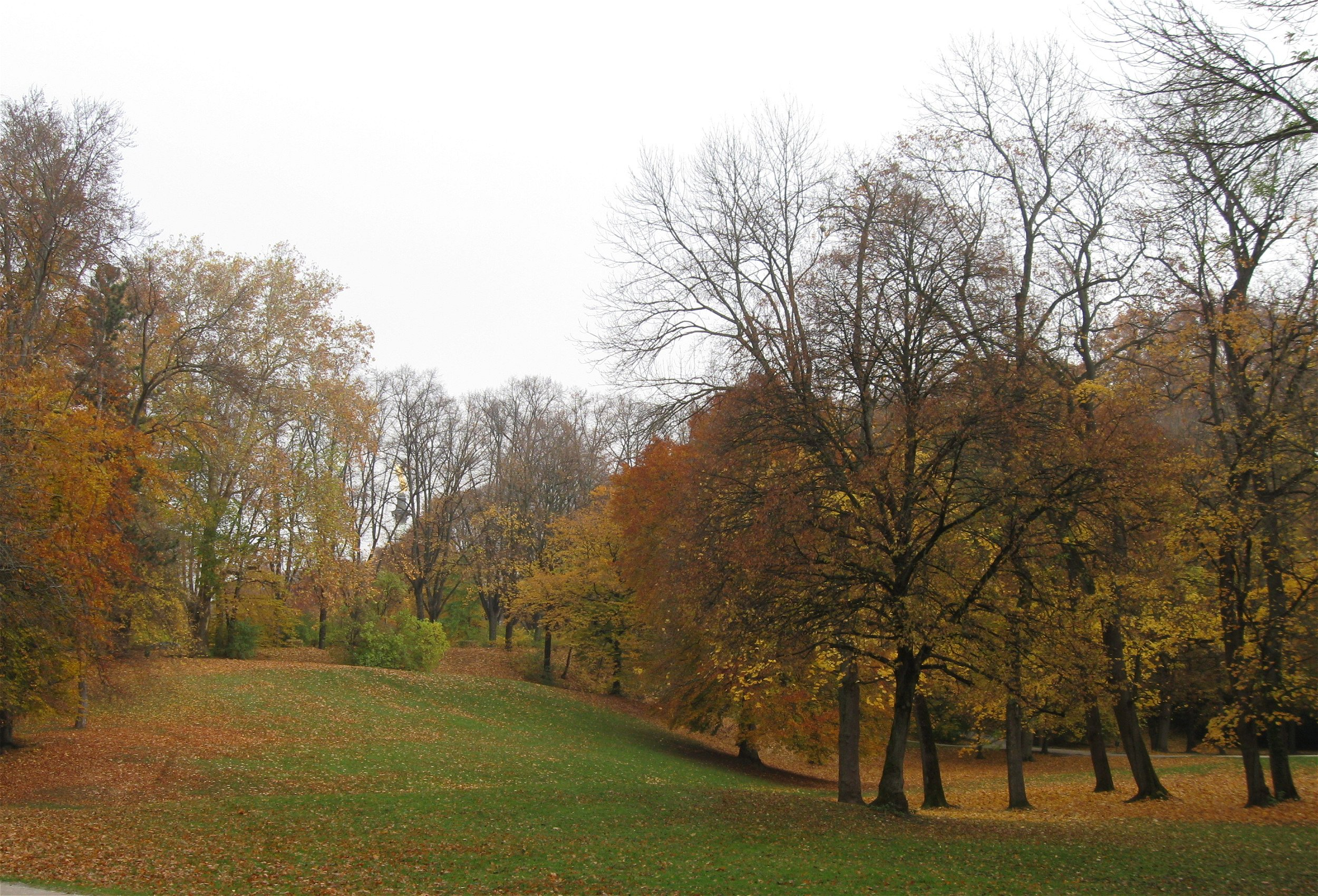
Maximiliansanlagen

## Liens Web
- www.schloesser.bayern.de (administration bavaroise des châteaux, des jardins et des lacs): Maximiliansanlagen München
- www.muenchen.de: plantes Maximilian